# クライトンのレプラコーン
座標: 北緯30度41分45秒 西経88度06分37秒 / 北緯30.6958239度 西経88.1102674度
クライトンのレプラコーン（英語: The Crichton Leprechaun、モービルのレプラコーンやアラバマのレプラコーンとも呼ばれる）はアラバマ州モービルのクライトンにある木のところで目撃されたという触れ込みのレプラコーン（アイルランドの言い伝えに登場する妖精）のことであり、報道映像がバイラル・ビデオとなったためによく知られている。2006年に目撃の情報があり、NBC傘下のWPMI-TVによりニュースで報道された。このニュースの動画が2006年の聖パトリックの祝日にYouTubeにアップロードされ、最初のYouTubeバイラル・ビデオのうちの1本となり、主流メディアでも言及された。これ以降レプラコーンはクライトンの地元コミュニティのアイコンとなった。このレプラコーンは地元民のイタズラであった可能性が指摘されている。

## WPMI-TVの報道
WPMI-TVのビデオはトールミンヴィルの近くにあるモービルのクライトン地域で撮影された。このコミュニティはスプリング・ヒル・アヴェニューによって北クライトンと南クライトンに分かれており、モービル・ストリート、ドーフィン・ストリート、州間高速道路65号線が境界になっている。レプラコーンはベイ・ショア・アヴェニューに近いル・クレン・ストリートの木のところで目撃されたという触れ込みであった。
2006年3月14日、NBC傘下に入っている地元の放送局であるWPMI-TVがクライトンの人だかりに目を付け、調べるためレポーターのブライアン・ジョンソンを派遣した。ジョンソンは既に理容室や教会の友人たちからレプラコーンを目撃したかもしれないという情報やこの件についての問い合わせの電話を多数受け取っていた。 放送局のクルーが到着すると、アンカーのスコット・ウォーカーによる後の回想によると「事態が言ってみれば雪だるま式に激化し」、複数の人が木のところでレプラコーンを見たと主張した。クライトンの住人であるニナ・トマス＝ブラウンはレプラコーンなるものの非常にざっくりとしたスケッチを出した。インタビューを受けた中には、レプラコーンではなく「クラック常用者かもしれない」と考えた女性もいた。インタビューを受けた別の人物であるデマルコ・モリセットは自分がアイルランド系だということを述べて、千年も歴史があるという触れ込みの「特別なレプラコーンフルート」なるものを見せた。モリセットはこのニュースレポートに登場したせいで「フルート男」("Flute Man") として知られるようになった。当時ジョンソンは「実際に紙にスケッチされているものを見ました」と述べた。ジョンソンによると、「これは枝が近づきすぎているところの陰で、木にコケが生えているのでそう見えるだけだという人もいます。もちろん私はレプラコーンだとは思っていません」ということであった。 
このニュースレポートは2回放送され、1回目は夜のニュース放送で、2回目はWPMIの朝のニュースであった。アンカーのスコット・ウォーカーとニコール・パトリックが紹介したこの朝のバージョンの放送がバイラルになった。

## YouTubeのバイラル・ビデオ
ニュース動画が2006年3月17日（聖パトリックの祝日）にbotmibというユーザによってYouTubeにアップロードされ、すぐに数百万回閲覧され、バイラル・ビデオとして評判になった。
このレポートにMSNBCやラジオパーソナリティのハワード・スターンが注目し、『ニューヨーク・タイムズ』はこれについての記事を出したが、その記事内でコラムニストのヴァージニア・ヘフマンはこのニュースクリップを「現実のものと言うには面白すぎるアラバマの地方ニュースのひとこま」と呼んだ。レポーターのブライアン・ジョンソンがダラスとロサンゼルスのラジオ局からインタビューを受けた。FOXニュースの政治コメンテイターであるビル・オライリーは『ザ・オライリー・ファクター』でこの動画は人種的なステレオタイプを強化させるものかどうかについて議論した。この動画はコメディ・セントラルの『ザ・デイリー・ショー』、『キー&ピール』、『サウスパーク』でも諷刺的にパロディ化された。同じくコメディ・セントラルの番組であるTosh.0では2011年に「ウェブ調査」コーナーのクリップを放送したが、このコーナーではホストのダニエル・トッシュがクライトンを訪問し、動画に関係した人々にインタビューをした。トッシュはこのクリップを「インターネット動画の『風と共に去りぬ』です。古い。有名だ。さらに南部がひどいところに見えます」と述べた。レプラコーンのスケッチなるものをはじめとして、この動画からの引用や登場したものが多数、Tシャツやマウスパッドその他の商品に印刷された。WPMI-TVは後にこのレプラコーンのスケッチをeBayでオークションにかけて1100ドルで売り、収益はアメリカがん協会のリレー・フォー・ライフに寄付された。
このクリップは毎年聖パトリックの祝日になるとメディアから注目を受ける。スコット・ウォーカーはその後ニューオーリンズのWDSU-TVで働き、このニュースレポートについて自分のウェブサイトに「長きにわたりこんなに話題になるものの一部となるのは楽しいことです。私と一緒に仕事をした人たちの中には、たぶんすっかりうんざりしている人もいますけどね。でも私はこの話を聞いてうんざりすることなんか全くありません」と書いている。
報道以降、レプラコーンはクライトンの地元コミュニティのアイコンとなった。2023年には看板店のサインソースがクライトンのレプラコーンの切り抜き段ボールを印刷して売るようになった。2.4メートルほどの高さがあるクライトンのレプラコーンの切り抜きが店の外に設置されている。

## 真相についての調査
テキサス州ダラスのKTCK1310ザ・チケットで放送されているThe Bob and Dan Showは2014年にこの出来事の記憶について地元民にインタビューする実地調査を行った。多くの目撃者はクライトンのレプラコーンを地元民で低身長症であった「ミジェット・ショーン」と呼ばれる人物だと述べた。インタビュー実施者たちは本人に引き合わされたが、当人は地元コミュニティに対して仕掛けたイタズラで、レプラコーンの衣装を着て木に登り、友達が他の人たちにレプラコーンを見たと知らせたのだという話を説明した。その後、ショーンは死亡したとのことである。 
プエルトリコの子ども向けテレビ番組であるAtención Atenciónには、旅するノミのヴェラがアイルランドを訪れるエピソードで、クライトンのレプラコーンなるもののざっくりしたスケッチが登場する。 